# جيمس أرنولد (سياسي)
جيمس أرنولد (بالإنجليزية: James Arnold)‏ هو محاسب وسياسي أسترالي، ولد في 12 أبريل 1902 في أستراليا، وتوفي في 29 أكتوبر 1967 بنيوكاسل في أستراليا. حزبياً، نشط في حزب العمال الأسترالي. وقد انتخب عضو مجلس الشيوخ الأسترالي ‏ عن دائرة نيوساوث ويلز ‏ (1 يوليو 1941 – 30 يونيو 1965).